# Liste der Kulturdenkmale in Schimberg (Gemeinde)
Die Liste der Kulturdenkmale in Schimberg umfasst die als Ensembles, Einzeldenkmale und Bodendenkmale erfassten Kulturdenkmale in der thüringischen Gemeinde Schimberg und ihrer Ortsteile (Stand: 11. Februar 2025).
Die Angaben in der Liste ersetzen nicht die rechtsverbindliche Auskunft der zuständigen Denkmalschutzbehörde.

## Legende
- Bild: zeigt ein Bild des Kulturdenkmals und gegebenenfalls einen Link zu weiteren Fotos des Kulturdenkmals im Medienarchiv Wikimedia Commons
- Bezeichnung: Name, Bezeichnung oder die Art des Kulturdenkmals
- Lage: Wenn vorhanden Straßenname und Hausnummer des Kulturdenkmals; Grundsortierung der Liste erfolgt nach dieser Adresse. Der Link Karte führt zu verschiedenen Kartendarstellungen und nennt die Koordinaten des Kulturdenkmals.
 Kartenansicht, um Koordinaten zu setzen – in dieser Kartenansicht sind Kulturdenkmale ohne Koordinaten mit einem roten bzw. orangen Marker dargestellt und können in der Karte gesetzt werden. Kulturdenkmale ohne Bild sind mit einem blauen bzw. roten Marker gekennzeichnet, Kulturdenkmale mit Bild mit einem grünen bzw. orangen Marker.
- Datierung: gibt das Jahr der Fertigstellung beziehungsweise das Datum der Erstnennung oder den Zeitraum der Errichtung an
- Beschreibung: bauliche und geschichtliche Einzelheiten des Kulturdenkmals, vorzugsweise die Denkmaleigenschaften
- ID: Die ID identifiziert das Kulturdenkmal eindeutig. In Thüringen sind aktuell keine IDs veröffentlicht. In der ID-Spalte kann sich auch folgendes Icon  befinden, dies führt zu Angaben zu diesem Kulturdenkmal bei Wikidata.

## Einzeldenkmale

### Ershausen
| Bild                                    | Bezeichnung                                                                       | Lage | Datierung | Beschreibung | ID |
| --------------------------------------- | --------------------------------------------------------------------------------- | --- | --------- | ------------ | -- |
| Direkt Bild zu diesem Denkmal hochladen | Kapelle / Gutebornkapelle                                                         | Am guten Born o. Nr. Flur 9 / Flurstück(e) 170                                                             |           |              |    |
| Direkt Bild zu diesem Denkmal hochladen | Wohn- und Geschäftshaus                                                           | Am Wasser 12 Flur 4 / Flurstück(e) 333                                                                     |           |              |    |
| Direkt Bild zu diesem Denkmal hochladen | Wohnhaus                                                                          | Borngasse 2 Flur 4 / Flurstück(e) 179/20                                                                   |           |              |    |
| Direkt Bild zu diesem Denkmal hochladen | Wohnhaus                                                                          | Im Winkel 1 Flur 4 / Flurstück(e) 49/4                                                                     |           |              |    |
| Direkt Bild zu diesem Denkmal hochladen | Wohnhaus                                                                          | Im Winkel 12 Flur 4 / Flurstück(e) 46/1                                                                    |           |              |    |
| Direkt Bild zu diesem Denkmal hochladen | Wohnhaus                                                                          | Im Winkel 4 Flur 4 / Flurstück(e) 42                                                                       |           |              |    |
| weitere Bilder Fotos hochladen          | Kirche mit Kirchhof und Ausstattung / Kath. Pfarrkirche St. Philippus und Jakobus | Kirchgasse 1 Flur 4 / Flurstück(e) 32, 33 (Karte)                                                          |           |              |    |
| Direkt Bild zu diesem Denkmal hochladen | Gehöft / Rotes Haus                                                               | Kreisstraße 13 Flur 4 / Flurstück(e) 41/5, 41/6, 41/7                                                      |           |              |    |
| Direkt Bild zu diesem Denkmal hochladen | Gasthof mit Saal                                                                  | Kreisstraße 14 Flur 4 / Flurstück(e) 175/2, 176/1                                                          |           |              |    |
| Direkt Bild zu diesem Denkmal hochladen | Herrenhaus / Oberer Hof                                                           | Kreisstraße 19 Flur 4 / Flurstück(e) 34/5, 34/6                                                            |           |              |    |
| Direkt Bild zu diesem Denkmal hochladen | Gehöft / Post                                                                     | Kreisstraße 22 Flur 4 / Flurstück(e) 191                                                                   |           |              |    |
| Direkt Bild zu diesem Denkmal hochladen | Wohnhaus                                                                          | Kreisstraße 29 Flur 4 / Flurstück(e) 318/9                                                                 |           |              |    |
| Direkt Bild zu diesem Denkmal hochladen | Gehöft                                                                            | Kreisstraße 34 Flur 4 / Flurstück(e) 214/2                                                                 |           |              |    |
| Direkt Bild zu diesem Denkmal hochladen | Mühle / Essmühle                                                                  | Provinzialstraße 100 Flur 9 / Flurstück(e) 51, 52                                                          |           |              |    |
| Direkt Bild zu diesem Denkmal hochladen | Wohnhaus                                                                          | Provinzialstraße 27 Flur 4 / Flurstück(e) 63/1, 63/4, 63/5                                                 |           |              |    |
| Direkt Bild zu diesem Denkmal hochladen | Gehöft                                                                            | Provinzialstraße 60 Flur 4 / Flurstück(e) 104/4                                                            |           |              |    |
| Direkt Bild zu diesem Denkmal hochladen | Wohnhaus                                                                          | Provinzialstraße 62 Flur 4 / Flurstück(e) 106/2, 106/4, 106/5, 104/2                                       |           |              |    |
| Direkt Bild zu diesem Denkmal hochladen | Gefallenendenkmal                                                                 | Provinzialstraße o. Nr.                                                                                    |           |              |    |
| Direkt Bild zu diesem Denkmal hochladen | Kapelle / Antoniusklüschen                                                        | Provinzialstraße o. Nr. Ortsausgang Richtung Geismar, Neben Am Heuberg Nr. 52; Flur 9 / Flurstück(e) 240/1 |           |              |    |
| Direkt Bild zu diesem Denkmal hochladen | Wohnhaus                                                                          | Schenkstraße 10 Flur 4 / Flurstück(e) 165/1                                                                |           |              |    |
| Direkt Bild zu diesem Denkmal hochladen | Gehöft                                                                            | Schenkstraße 8 Flur 4 / Flurstück(e) 167/1                                                                 |           |              |    |
| Direkt Bild zu diesem Denkmal hochladen | Wohnhaus                                                                          | Schenkstraße 9 Flur 4 / Flurstück(e) 171/1                                                                 |           |              |    |
| Direkt Bild zu diesem Denkmal hochladen | Wohnhaus                                                                          | Stiftstraße 15 Flur 4 / Flurstück(e) 2/4                                                                   |           |              |    |
| Direkt Bild zu diesem Denkmal hochladen | Wohnhaus                                                                          | Stiftstraße 2 Flur 4 / Flurstück(e) 13/1                                                                   |           |              |    |
| Direkt Bild zu diesem Denkmal hochladen | Kruzifix mit Treppenanlage, Vorplatz, Einfriedung und Solitärbaum                 | Stiftstraße o. Nr.; Kreisstraße Vor Stiftstraße 13 und neben Kreisstraße 31 Flur 4 / Flurstück(e) 231/8    |           |              |    |
| weitere Bilder Fotos hochladen          | Krankenhaus mit Torbogen und Kapelle / St. Johannesstift                          | Unterhof 153, 154 Flur 4 / Flurstück(e) 187/2 (Karte)                                                      |           |              |    |
| Direkt Bild zu diesem Denkmal hochladen | Rektorhaus                                                                        | Unterhof 158 Teil der SG St. Johannesstift Flur 9 / Flurstück(e) 18/1                                      |           |              |    |

### Lehna
| Bild                                    | Bezeichnung                            | Lage                                                     | Datierung | Beschreibung | ID |
| --------------------------------------- | -------------------------------------- | -------------------------------------------------------- | --------- | ------------ | -- |
| Direkt Bild zu diesem Denkmal hochladen | Wohnhaus                               | Lichtbergstraße 11 Flur 2 / Flurstück(e) 178/1           |           |              |    |
| Direkt Bild zu diesem Denkmal hochladen | Wohnhaus                               | Lichtbergstraße 14 Flur 2 / Flurstück(e) 187             |           |              |    |
| Direkt Bild zu diesem Denkmal hochladen | Wohnhaus                               | Lichtbergstraße 3 Flur 2 / Flurstück(e) 170/1            |           |              |    |
| weitere Bilder Fotos hochladen          | Kirche / Kath. Filialkirche St. Martin | Lichtbergstraße o. Nr. Flur 2 / Flurstück(e) 189 (Karte) |           |              |    |
| Direkt Bild zu diesem Denkmal hochladen | Kruzifix                               | Ortseingang von Ershausen                                |           |              |    |

### Martinfeld
| Bild                                    | Bezeichnung                            | Lage                                                                             | Datierung | Beschreibung | ID |
| --------------------------------------- | -------------------------------------- | -------------------------------------------------------------------------------- | --------- | ------------ | -- |
| Direkt Bild zu diesem Denkmal hochladen | Wohnhaus                               | Bernteröder Straße 1 Flur 3 / Flurstück(e) 439                                   |           |              |    |
| weitere Bilder Fotos hochladen          | Herrensitz mit Nebengebäuden           | Bernteröder Straße 10, 12 Flur 3 / Flurstück(e) 44/12 (Karte)                    | 1611      |              |    |
| Direkt Bild zu diesem Denkmal hochladen | Bildstock                              | Bernteröder Straße o. Nr. Ortsausgang nach Bernterode Flur 1 / Flurstück(e) 48/4 |           |              |    |
| weitere Bilder Fotos hochladen          | Kirche / Kath. Pfarrkirche St. Ursulae | Bernteröder Straße o. Nr. Flur 3 / Flurstück(e) 385/1 (Karte)                    |           |              |    |
| Direkt Bild zu diesem Denkmal hochladen | Wohnhaus                               | Flinsberger Straße 5 Flur 1 / Flurstück(e) 339                                   |           |              |    |
| Direkt Bild zu diesem Denkmal hochladen | Wohnhaus / Alte Post                   | Gartenstraße 1 Flur 3 / Flurstück(e) 164/12                                      |           |              |    |
| Direkt Bild zu diesem Denkmal hochladen | Bildstock                              | Gartenstraße o. Nr. Flurstück prüfen! Flur 3 / Flurstück(e) 423/9                |           |              |    |
| Direkt Bild zu diesem Denkmal hochladen | Wohnhaus                               | Hauptstraße 18 Flur 3 / Flurstück(e) 382                                         |           |              |    |
| Direkt Bild zu diesem Denkmal hochladen | Gasthaus / Zur Krone                   | Hauptstraße 20 Flur 3 / Flurstück(e) 381                                         |           |              |    |
| Direkt Bild zu diesem Denkmal hochladen | Wohnhaus mit Scheune                   | Hauptstraße 22 Flur 3 / Flurstück(e) 380                                         |           |              |    |
| Direkt Bild zu diesem Denkmal hochladen | Wohnhaus                               | Hauptstraße 5 Flur 3 / Flurstück(e) 400                                          |           |              |    |
| Direkt Bild zu diesem Denkmal hochladen | Wohnhaus mit Torhaus und Scheune       | Hauptstraße 8 Flur 1 / Flurstück(e) 311                                          |           |              |    |
| Direkt Bild zu diesem Denkmal hochladen | Wohnhaus                               | Hauptstraße 9 Flur 3 / Flurstück(e) 398                                          |           |              |    |
| Direkt Bild zu diesem Denkmal hochladen | Bildstock                              | Rasenmühle o. Nr. Flur 1 / Flurstück(e) 174                                      |           |              |    |
| Direkt Bild zu diesem Denkmal hochladen | Mariengrotte                           | Wachstedter Straße o. Nr. Flur 3 / Flurstück(e) 125/3                            |           |              |    |
| Direkt Bild zu diesem Denkmal hochladen | Wohnhaus                               | Zittel 4 Flur 3 / Flurstück(e) 59/3                                              |           |              |    |

### Misserode
| Bild                                    | Bezeichnung                                                     | Lage                                                      | Datierung | Beschreibung | ID |
| --------------------------------------- | --------------------------------------------------------------- | --------------------------------------------------------- | --------- | ------------ | -- |
| Direkt Bild zu diesem Denkmal hochladen | Gehöft                                                          | Zum Dorental 20 Flur 1 / Flurstück(e) 170/8               |           |              |    |
| Direkt Bild zu diesem Denkmal hochladen | Gehöft                                                          | Zum Dorental 23 Flur 1 / Flurstück(e) 166/14              |           |              |    |
| Direkt Bild zu diesem Denkmal hochladen | Wohnhaus                                                        | Zum Dorental 25 Flur 1 / Flurstück(e) 5002/1              |           |              |    |
| weitere Bilder Fotos hochladen          | Kirche mit Ausstattung / Kath. Filialkirche ‚Zu allen Heiligen‘ | Zum Dorental o. Nr. Flur 1 / Flurstück(e) 244/169 (Karte) |           |              |    |
| Direkt Bild zu diesem Denkmal hochladen | Wohnhaus                                                        | Zum Winterberg 1 Flur 1 / Flurstück(e) 170/6              |           |              |    |
| Direkt Bild zu diesem Denkmal hochladen | Transformatorenturm                                             | Flur 1 / Flurstück(e) 160/5                               |           |              |    |

### Rüstungen
| Bild                                    | Bezeichnung                                                        | Lage                                           | Datierung | Beschreibung | ID |
| --------------------------------------- | ------------------------------------------------------------------ | ---------------------------------------------- | --------- | ------------ | -- |
| weitere Bilder Fotos hochladen          | Kirche mit Ausstattung und Kirchhof / Kath. Pfarrkirche St. Martin | Am Anger 1 Flur 2 / Flurstück(e) 242/1 (Karte) |           |              |    |
| Direkt Bild zu diesem Denkmal hochladen | Wohnhaus                                                           | Am Anger 3 Flur 2 / Flurstück(e) 244/3         |           |              |    |
| Direkt Bild zu diesem Denkmal hochladen | Anger mit Angertisch und Linde                                     | Am Anger o. Nr. Flur 2 / Flurstück(e) 1008/8   |           |              |    |

### Wilbich
| Bild                                    | Bezeichnung                                                                  | Lage                                                                       | Datierung | Beschreibung | ID |
| --------------------------------------- | ---------------------------------------------------------------------------- | -------------------------------------------------------------------------- | --------- | ------------ | -- |
| Direkt Bild zu diesem Denkmal hochladen | Wohnhaus                                                                     | Bergstraße 2 Flur 2 / Flurstück(e) 5006/1                                  |           |              |    |
| Direkt Bild zu diesem Denkmal hochladen | Quellhaus                                                                    | Bergstraße o. Nr. Flur 2 / Flurstück(e) 182/104                            |           |              |    |
| Direkt Bild zu diesem Denkmal hochladen | Wegkreuz                                                                     | Bergstraße/Dorfstraße o. Nr. Flur 2 / Flurstück(e) 182/3, 182/143, 182/132 |           |              |    |
| Direkt Bild zu diesem Denkmal hochladen | Bildstock                                                                    | Hintergasse o. Nr. Straße nach Ershausen Flur 2 / Flurstück(e) 403/215     |           |              |    |
| Direkt Bild zu diesem Denkmal hochladen | Wohnhaus                                                                     | Kellerborn 2 Flur 2 / Flurstück(e) 182/101                                 |           |              |    |
| Direkt Bild zu diesem Denkmal hochladen | Wohnhaus                                                                     | Kellerborn 3 Flur 2 / Flurstück(e) 5025/1                                  |           |              |    |
| Direkt Bild zu diesem Denkmal hochladen | Wegkreuz                                                                     | Kirchgraben o. Nr. Flur 2 / Flurstück(e) 182/151                           |           |              |    |
| weitere Bilder Fotos hochladen          | Kirche mit Ausstattung und Kirchhof / Kath. Filialkirche St. Maria Magdalena | Kirchplatz 3 Flur 2 / Flurstück(e) 5034/1 (Karte)                          |           |              |    |
| Direkt Bild zu diesem Denkmal hochladen | Gehöft                                                                       | Ringstraße 1 Flur 2 / Flurstück(e) 5027/1                                  |           |              |    |
| Direkt Bild zu diesem Denkmal hochladen | Wohnhaus mit Torbau                                                          | Ringstraße 10 Flur 2 / Flurstück(e) 6020/1                                 |           |              |    |
| Direkt Bild zu diesem Denkmal hochladen | Wohnhaus                                                                     | Ringstraße 5 Flur 2 / Flurstück(e) 182/24                                  |           |              |    |
| Direkt Bild zu diesem Denkmal hochladen | Wohnhaus                                                                     | Ringstraße 6 Flur 2 / Flurstück(e) 182/103                                 |           |              |    |
| Direkt Bild zu diesem Denkmal hochladen | Wohnhaus                                                                     | Serggraben 1 Flur 2 / Flurstück(e) 5005/1                                  |           |              |    |
| Direkt Bild zu diesem Denkmal hochladen | Wohnhaus                                                                     | Serggraben 6 Flur 2 / Flurstück(e) 182/96                                  |           |              |    |

## Bodendenkmale

### Misserode
| Bild                                    | Bezeichnung                 | Lage                                                                       | Datierung | Beschreibung | ID |
| --------------------------------------- | --------------------------- | -------------------------------------------------------------------------- | --------- | ------------ | -- |
| Direkt Bild zu diesem Denkmal hochladen | Oberteil eines Steinkreuzes | Ortslage; Vorgarten der Fam. Koch, Misserode. Flur 1 / Flurstück(e) 166/12 |           |              |    |